# Берклий
Берклият е химичен елемент със символ Bk, атомен номер 97 и принадлежащ към групата на актинидите. Името идва от града Бъркли. Открит е от Глен Сиборг през 1949 г.